# Alà de Lilla
Alà de Lilla o de l'Illa, en llatí Alanus ab Insulis o en francès, Alain de L'Isle o Alain de Lille (Lilla? 1128 - Abadia de Cîteaux, 1202) va ser un monjo i filòsof medieval francès pertanyent a l'Orde del Cister, anomenat ja en vida doctor universalis per la seva autoritat intel·lectual. La família benedictina el va incloure en els seus llibres litúrgics com a beat.

## Biografia
Se'n sap poc de la vida: que es formà a l'escola catedralícia de Chartres, que va ser professor a París i Montpeller (també se'l va anomenar Alà de Montpeller Alanus de Montepessulano) i potser va participar en el tercer Concili de Laterà l'any 1179.
Se l'anomenava Doctor universalis per la gran quantitat de coneixements que tenia. Es va retirar a l'abadia de Cîteaux, on es va fer monjo cistercenc i morí en 1202.

## Obres
- De planctu naturae, poema al·legòric en llatí, una sàtira contra els vicis de la humanitat.
- Anticlaudianus, poemes morals que per la forma recorden el text de Claudi Claudià contra Rufí.
- Quoniam homines, que destaca per la seva teologia negativa i les exhortacions morals
- Règles de théologie i Ars catholicae fidei, escrits on intenta argumentar els principis bàsics de la teologia usant les matemàtiques
- Contra haereticos, apologia del cristianisme contra musulmans, jueus i heretges
- Liber poenitenitalis, llibre de penitències associades als pecats, i considera els pitjors la sodomia i l'homicidi

Alà de Lilla ha estat confós amb altres personatges com l'arquebisbe Alà d'Auxerre, l'abat Alà de Tewkesbury, Alain de Podio, etc. Això ha fet que sovint es trobin a la seva vida fets corresponent a la d'algun d'aquests altres, com també algunes obres atribuïdes. La vida de Sant Bernat és obra d'Alà d'Auxerre i el Comentari sobre Merlín d'Alà de Tewkesbury. Tampoc no és l'autor del Memoriale rerum difficilium, que es publicà amb el seu nom, ni de l'Apocalypse satirique de Golias.

## Pensament
Tot i reconèixer que la raó és l'instrument més poderós per assolir el coneixement, afirma que determinades veritats només poden entendre's amb la fe. És seguidor del misticisme monàstic i les seves obres conrea la gramàtica especulativa i l'ètica, especialment per alertar contra els pecats sexuals. En la línia de la filosofia grega de Parmènides, distingeix entre aparença i realitat, essent la primera pròpia dels sentits.
Les seves obres han estat publicades per Jacques Paul Migne a la Patrologia Latina.